# Château du Bois-Doucet
Pour les articles homonymes, voir Doucet et Dousset.
Le château du Bois-Dousset ou du Bois-Doucet est situé à Lavoux dans la Vienne (France).

## Histoire
Il date du XVIe siècle et a été agrandi au XVIIe siècle.
Il est classé monument historique depuis 1966 pour ses douves, ses communs, son parc, son escalier, sa porte, son élévation et sa toiture.

## Architecture
Le château de Bois-Dousset est entouré de douves. Il comprend une aile de style Renaissance aux ouvertures richement ornées. Le corps de logis, plus classique, abrite un bel escalier de pierre.